# Petrolina
Petrolina è un comune del Brasile nello Stato del Pernambuco, parte della mesoregione di São Francisco Pernambucano e della microregione di Petrolina.
Sorge sulle rive del fiume São Francisco e forma un unico grande agglomerato urbano con la città antistante di Juazeiro nello Stato di Bahia. L'Aeroporto Internazionale di Petrolina, ad esempio, serve entrambe le città appunto perché unite.